# Flip Chip (marca)

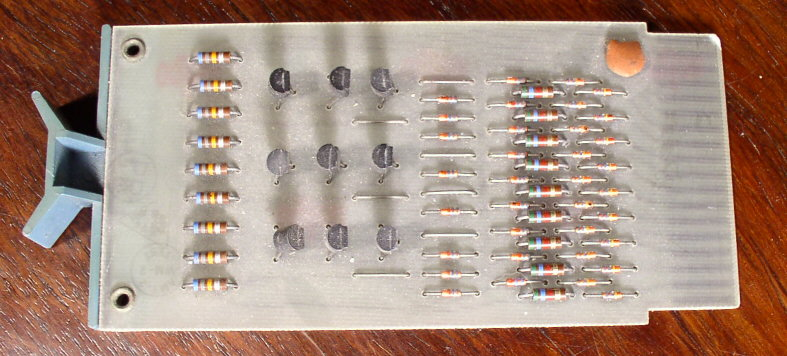
Flip Chip de um DEC KA10, contendo 9 transistores, 1971

Módulos Flip-Chip eram usados em computadores DEC PDP-7 (Referido na documentação como "FLIP CHIP"), PDP-8, PDP-9 e PDP-10, com início em 24 agosto de 1964. A DEC registrou a marca "Flip Chip", sob o número de série 72200706 em 27 de agosto de 1964.
Parecia ter havido alguma confusão dentro da DEC, na época, pois vários manuais referem a ele como "FLIP CHIP", "Flip Chip", "FLIP-CHIP", and "Flip-Chip", com marcas e símbolos de marcas registradas.
Os módulos foram chamados de Flip Chip porque as primeiras versões de alguns dos módulos utilizavam flip chip para a montagem individual de chips de diodo, mas acabaram por ser considerados não fiáveis de modo que diodos discretos substituiram os flip chips. Nos computadores posteriores, quando a DEC usou circuitos integrados se continuou a usar a marca "Flip Chip", apesar do fato de que os componentes "flip chip" já não eram mais utilizados. Deste modo preservaram a marca registrada. Eventualmente, em 06 de junho de 1987, a marca veio a caducar. 